# Basílica de São Domingos
A Basílica de São Domingos (San Domenico (em italiano)) é uma das igrejas mais importantes de Bolonha, sede principal da ordem dos dominicanos. Nesta igreja, no interior da Arca de São Domingos, são conservados os restos de Domingos de Gusmão, fundador da ordem religiosa dos Frades Pregadores.

## História

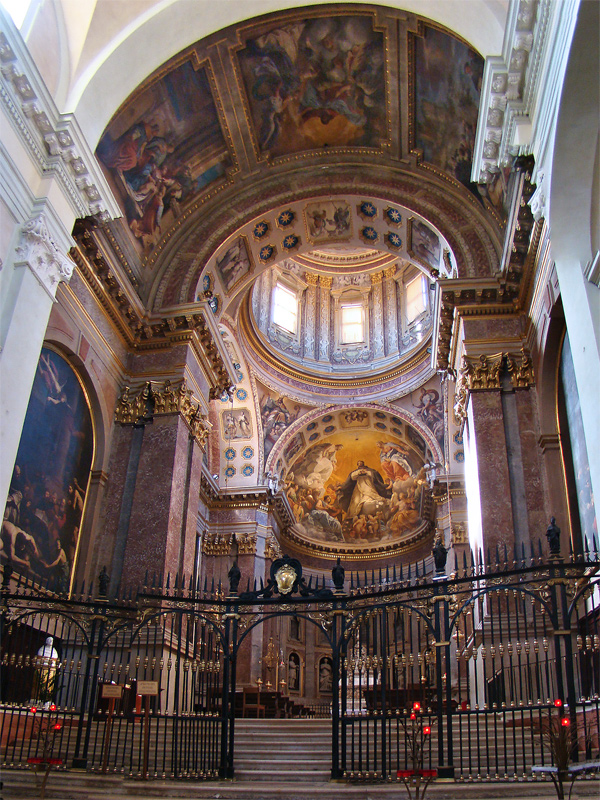
A Capela de São Domingos

São Domingos de Guzmão veio a Bolonha em janeiro de 1218, depois do reconhecimento da ordem Dominicana por parte do papa Honório III.
Com o intuito de promover a ordem foram convidados frades de toda a Europa, e em particular das principais cidades da época, Paris e Bolonha (Paris pela grande população e Bolonha por ser um grande centro universitário).
São Domingos e seus monges se estabeleceram em Bolonha, no convento de uma igreja localizada fora dos muros da cidade, dedicada a Santa Maria da Purificação, conhecida como Mascarella (agora localizada nas esquinas das ruas Irnerio e Mascarella e reconstruída após um bombardeio durante a Segunda Guerra Mundial). Precisando de mais espaço, em 1219, Domingos se estabelece definitivamente no convento de São Nicolau de Vinha (mesmo local de onde surgirá a Basílica Dominicana). Aqui (entre 1220 e 1221) São Domingos escreve pessoalmente aos dois primeiros capítulos gerais destinados a precisar os elementos fundamentais da ordem. Domingos morre em 1221.
Entre 1219 e 1243, a igreja e o convento de São Nicolau foram transformados em um grande complexo e a igreja foi aumentada (com a demolição da abadia e o ampliamento da nave) e foi construída uma fonte românica, que está voltada à bela Praça São Domingos.
A Basílica de São Domingos, a partir de agora, passa a ser um modelo de numerosas igrejas ao redor do mundo.
A igreja começou em breve a adquirir obras de arte, acumulando com o tempo uma vasta coleção de obras de artistas de renome, como Giunta Pisano, Nicola Pisano, Arnolfo di Cambio, Niccolò dell'Arca, Michelangelo, Iacopo da Bologna, Guido Reni (sepultado na capela Guidotti), Guercino e Filippino Lippi.

## Arquitetura

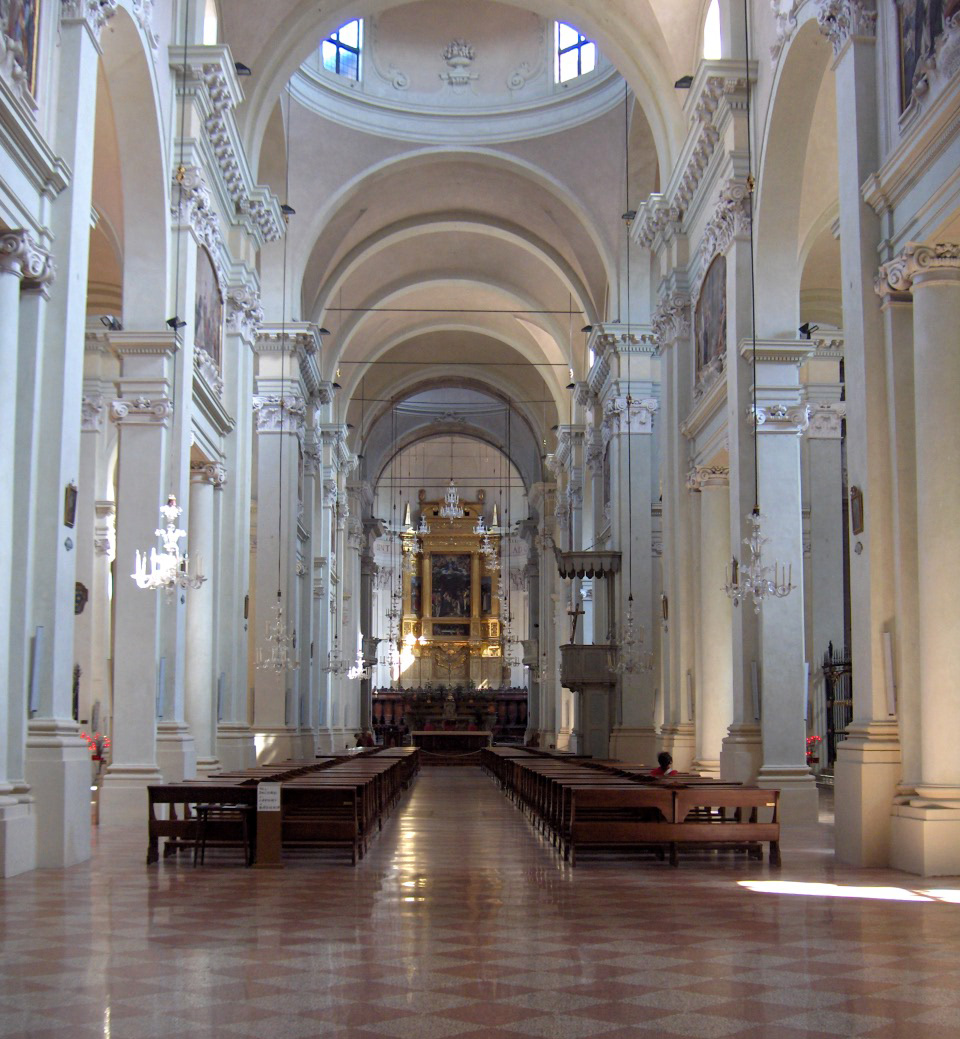
Nave central

A igreja tem três naves (uma central e duas laterais), numerosas capelas laterais, um transepto e um coro.
A igreja original era composta de duas partes:
- a parte posterior chamada de igreja primitiva ou externa, destinada aos fiéis e consagrada ao papa Inocêncio IV em 17 de outubro de 1251.
- a parte anterior, chamada de igreja interna, reservada aos frades.

As duas partes eram separadas por uma divisória, na qual era localizado o coro de Damiano da Bergamo.
Naquela época, na base do núcleo original, foram feitos numerosos remanejamentos e ajustes. No século XIV, se adicionaram algumas capelas e a torre campanária (de 1313, em estilo gótico. Por volta da metade do século XV foi construída a capela Guidotti, na qual se encontram sepultados Guido Reni e Elisabetta Sirani. Em seguida foram adicionadas também os remanescentes da capela das famílias Volta e Solimei (excluídos da igreja em várias cidades). Por volta de 1530 foi construída (ao lado da fachada românica) a capela Ghisilardi (com desenho de Baldassarre Peruzzi). No século XVI, quatro pequenas capelas góticas na nave esquerda foram substituídas pela capela Pepoli, na planta cruciforme.
No século XVII, em seguida à prescrição do Concílio de Trento, foi eliminada a divisória que dividia a igreja em duas partes e o coro foi colocado direto no altar maior.
As modificações e restaurações feitas por Carlo Francesco Dotti (patrocinado por Benedito XIII) durante os anos 1727 a 1732, de modo a ampliar o espaço interno foram de maneira harmônica, tendo dois núcleos medievais, de estilo barroco. O arquiteto Raffaele Faccioli, em 1910, a fim de restituir o aspecto original românico, demoliu um pórtico do século XVII que obstruía a vista da roseta do século XIII.

## Arca de São Domingos

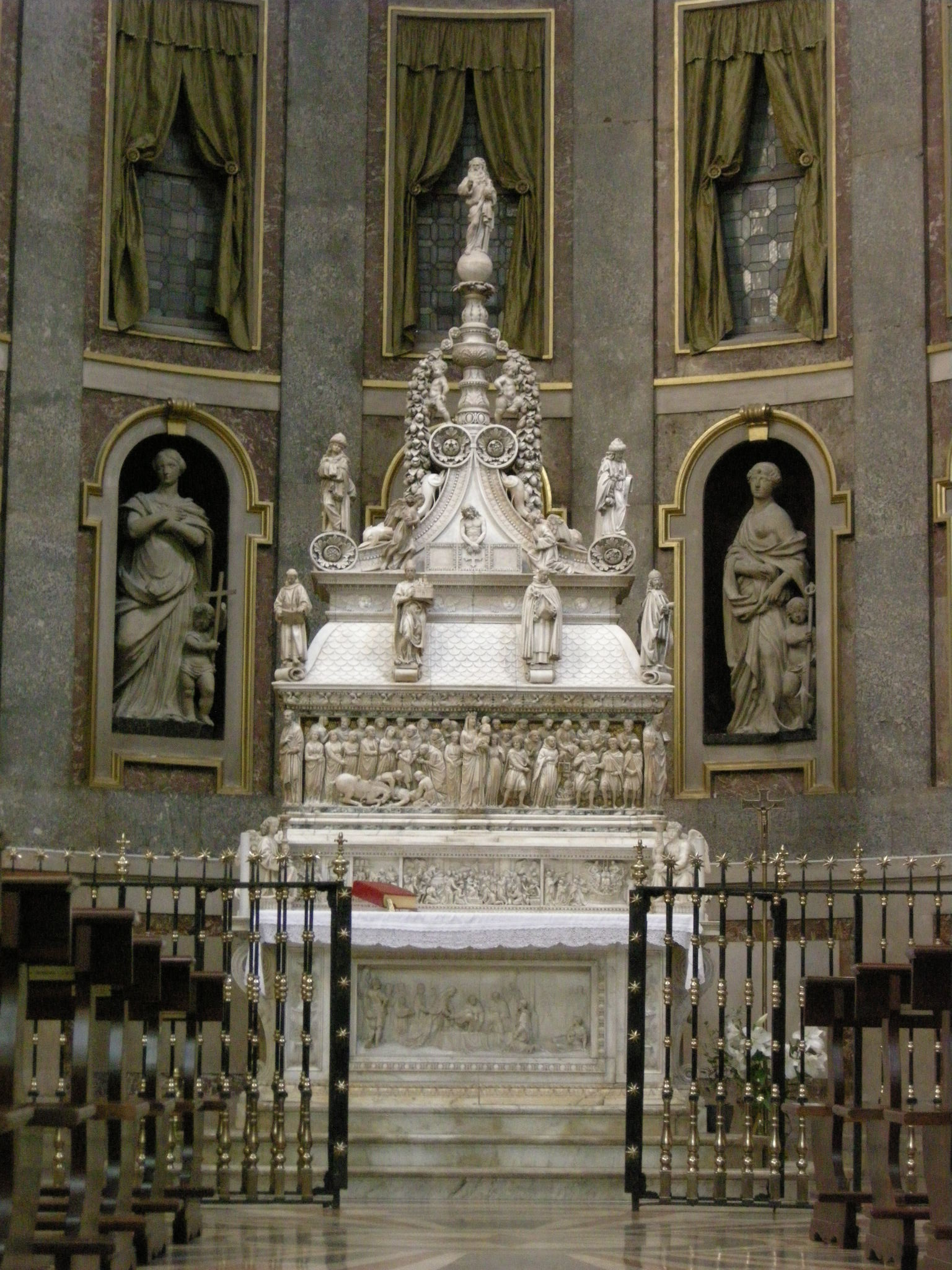
A Arca de São Domingos

Após sua morte, São Domingos foi sepultado no altar de São Nicolau.
Em 1233 seus restos foram depositados em um sarcófago simples de mármore, direto no altar de uma capela lateral da nave direita.
Com o intuito de tornar visível o sepulcro aos fiéis, em 1267 os restos do santo foram postos em um monumento mais distinto e decorado com os maiores episódios da vida do santo, sendo obra de Nicola Pisano e de seus discípulos.
Nos séculos seguintes foram realizadas modificações em sua arca.
Para esta empreitada muitos artistas de renome contribuíram, dentre eles, destacam-se Niccolò da Bari e Michelangelo.
Na parte superior se vê Deus Pai, que apóia o mundo com a mão esquerda mantendo-o vizinho ao coração. Mais embaixo, se vê os símbolos da criação: asfrutas significando a terra, dois pássaros no céu e oito golfinhos no mar. Mais embaixo encontramos o mistério da Redenção. Jesus Cristo morto está representado em meio a dois anjos, à direita o da anunciação e à esquerda o da paixão.
No mesmo nível dos anjos, os quatro evangelistas (São Mateus, São Marcos, São Lucas e São João Evangelista) que que difundiram ao mundo todo a mensagem de redenção dita por Cristo.
Pouco abaixo se encontram, apoiados em um quadro, oito estátuas que representam os protetores de Bolonha: São Francisco, São Petrônio, São Domingos e São Floriano na parte anterior, e na parte posterior Sant´Agricola, São João Batista, São Proclo e São Vital.
Embaixo do quadro que contem as estátuas, há uma série de figuras esculpidas em envoltórios ao redor do túmulo que contem os ossos de Domingos. Nesta figura estão representados os episódios mais importantes de sua vida.
No interior da capela, atrás da arca, é conservado o precioso relicário de Jacopo Roseto.

## O coro

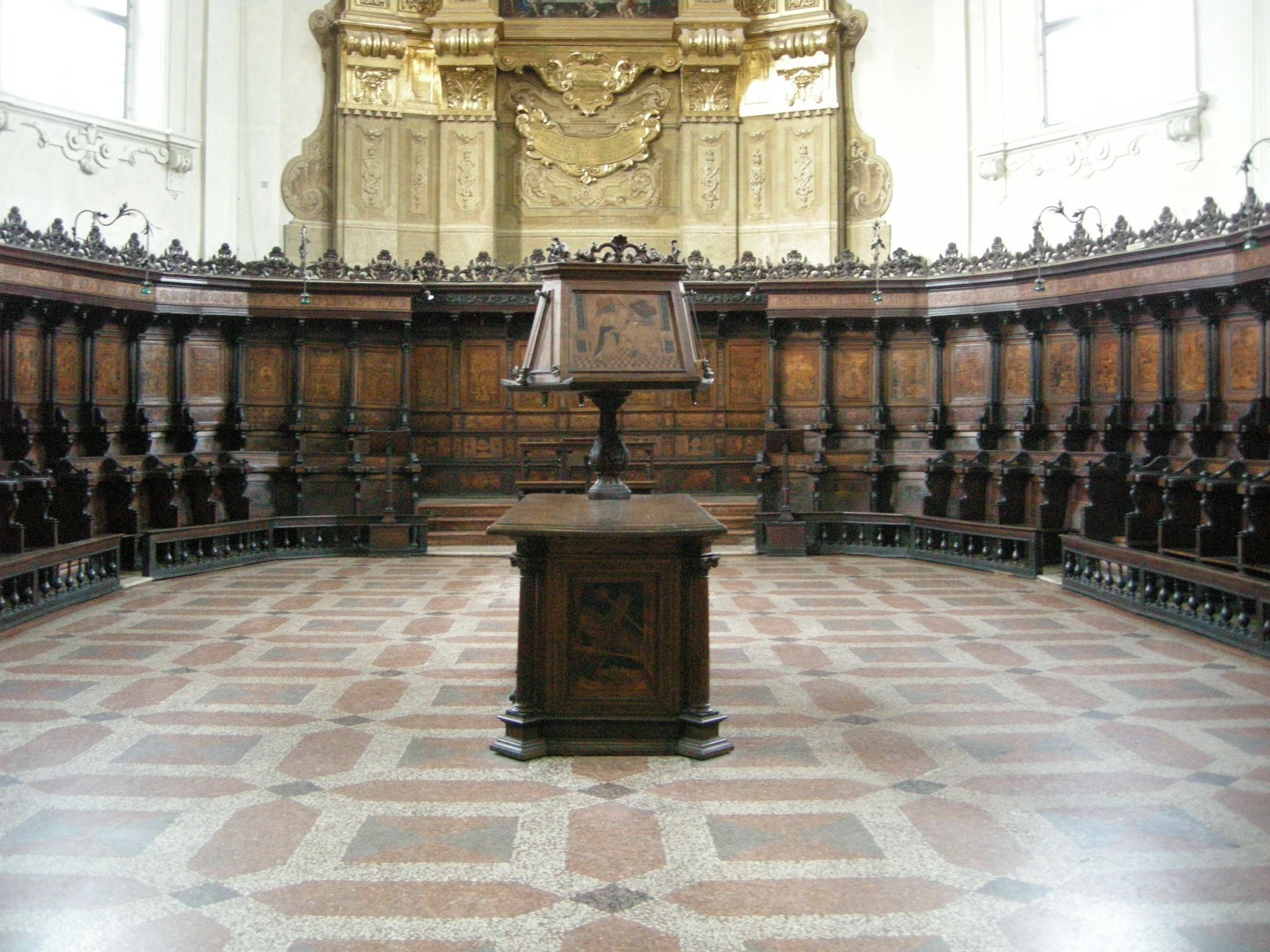
À esquerda do coro

O altar maior atual é obra do século XVIII, de Alfonso Torreggiani e substitui o altar original, obra-prima de Giovanni di Balduccio (1330), pupilo de Giovanni Pisano, formado por um grande políptico esculpido com a Madona e o menino ao centro e oito estátuas nos lados (segundo a descrição de Giorgio Vasari). Esta obra monumental era proveniente da capela maior do Castelo de Porta Galliera, e tinha ligação com o pontífice Bertrando del Poggetto. Hoje as partes que ainda existem estão dispersas em Detroit (a Madona), o Museu Cívico Medieval de Bolonha e uma coleção particular (a cobertura de Natal colocada sobre um estrado).
Atrás do altar é visível um preciosismo monumental em marfim.
O coro, um extraordinário trabalho de entalhe em típico estilo renascentista, é obra do frade Damiano Zambelli (também conhecido como Damiano de Bergamo).
O Frei Damiano Zambelli seguiu, de 1541 a 1549, a história bíblica com magistrais entalhes, com a sugestão de uma série de desenhos de Jacopo Barozzi da Vignola. A obra foi terminada por Bernardino de Bolonha.
As cenas são inspiradas no Antigo Testamento (à direita) e no Novo Testamento (à esquerda). Na sua época, e mesmo hoje em dia, é considerma obra de extraordinário valor artístico

## Outras obras
Entre outras obras se destacam:

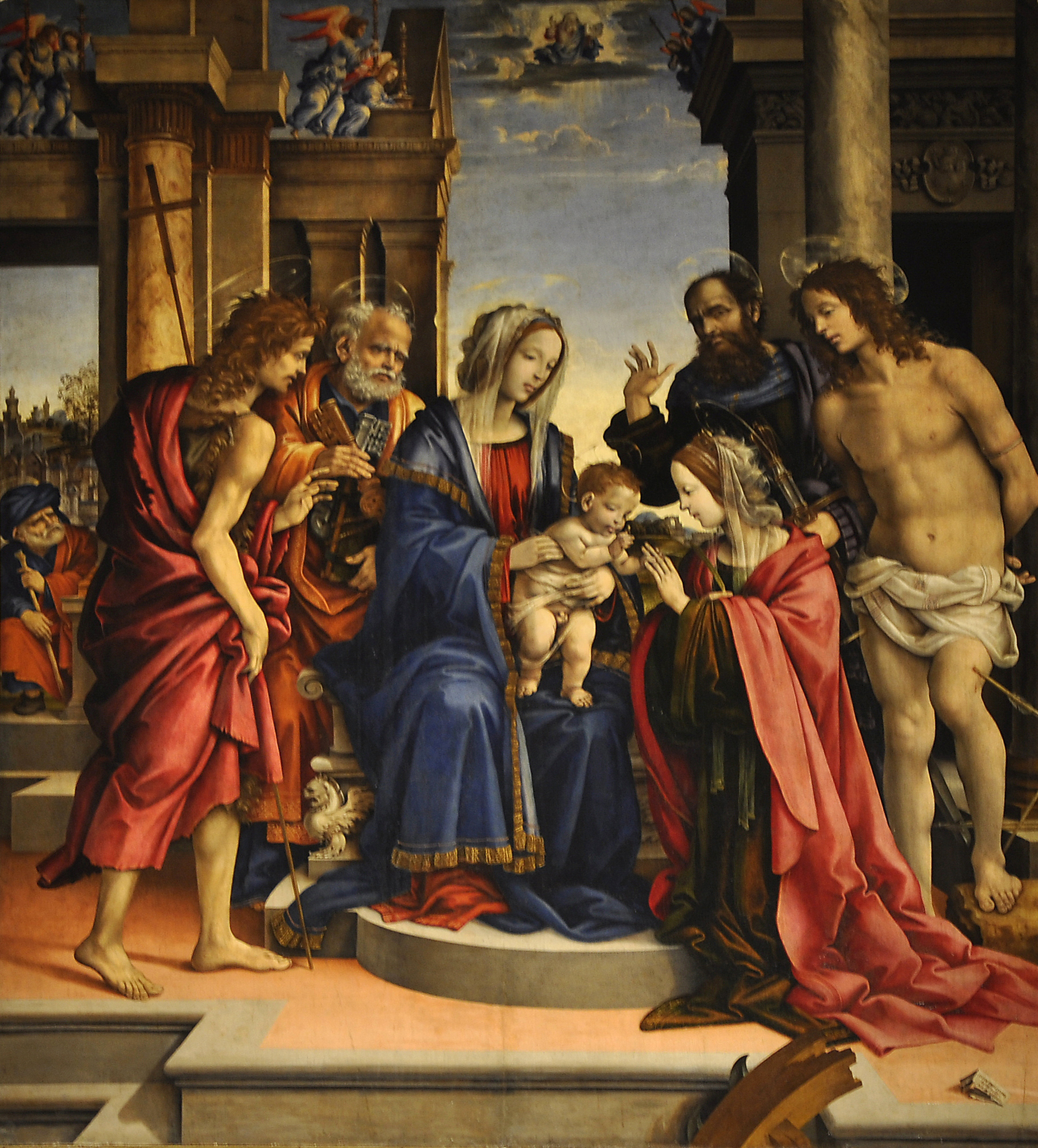
Matrimônio mistico de Santa Catarina de Filippino Lippi

- Um precioso crucifixo de 1250, obra de Giunta Pisano, hoje no transepto esquerdo
- O Matrimônio Místico de Santa Catarina, de Filippino Lippi, na capela Casali, à direita do altar maior
- O sepulcro de Alessandro Tartagni, obra de Francesco di Simone Ferrucci
- São Raimundo da Peñafort atravessa o mar com seu manto de Ludovico Carracci, na segunda capela à esquerda
- São Tomás de Aquino de Guercino, no transepto direito

## Os órgãos

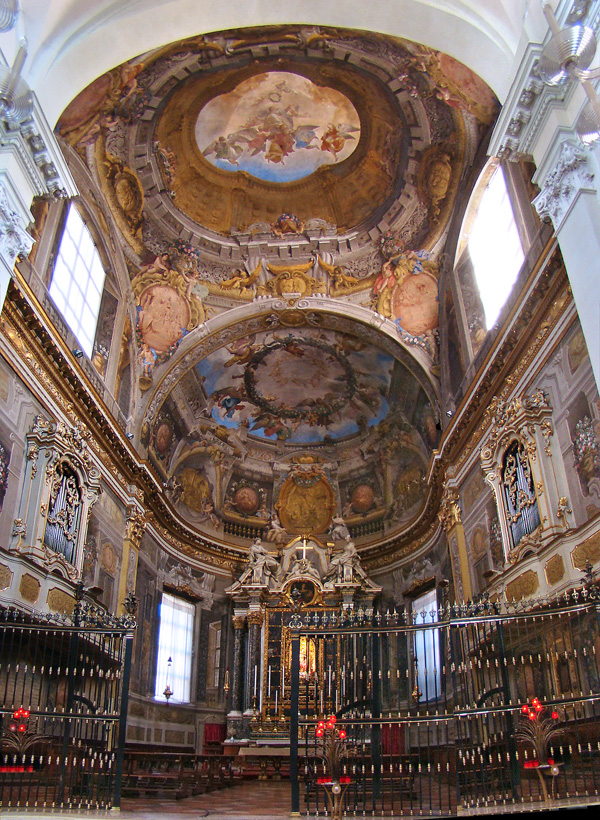
A capela do Rosario

A Basílica de São Domingos guarda o órgão o qual Wolfgang Amadeus Mozart estudou no período em que foi hóspede em Bolonha, com auxílio do Padre Martini, a fim de estudar para o exame da agremiação da Academia Filarmônica de Bolonha. O orgão fica na Capela do Rosario, ou Guidotti (em frente à Capela de São Domingos), à direita do altar no canto de "cornu Epistolae"; foi construído em 1760 e restaurado em 2003 por Seri e Ungarelli. Possui um teclado com 45 teclas com a primeira oitava curta e pedaleira de 18 pedais, também curtos e compostos de 10 registros. A Basílica possui também outros dois órgãos no altar maior: um em "cornu Epistolae" e outro em "cornu Evangelii". Somente o órgão em "cornu Epistolae" funciona, apesar de não ter sido restaurado desde 1851 (ano em que foi construído) enquanto o outro aguarda sob uma enorme camada de pó, aguardando os fundos necessários. O órgão em "cornu Evangelii" é singular pois em uma só caixa obtem som de dois órgãos, acionado por um só teclado e pedaleira e unificados, depois da guerra, por Rasori: à direita soa como órgão "Gatti", à esquerda como órgão "Nacchini", além de possuir uma belíssima fachada.

## Praça de São Domingos

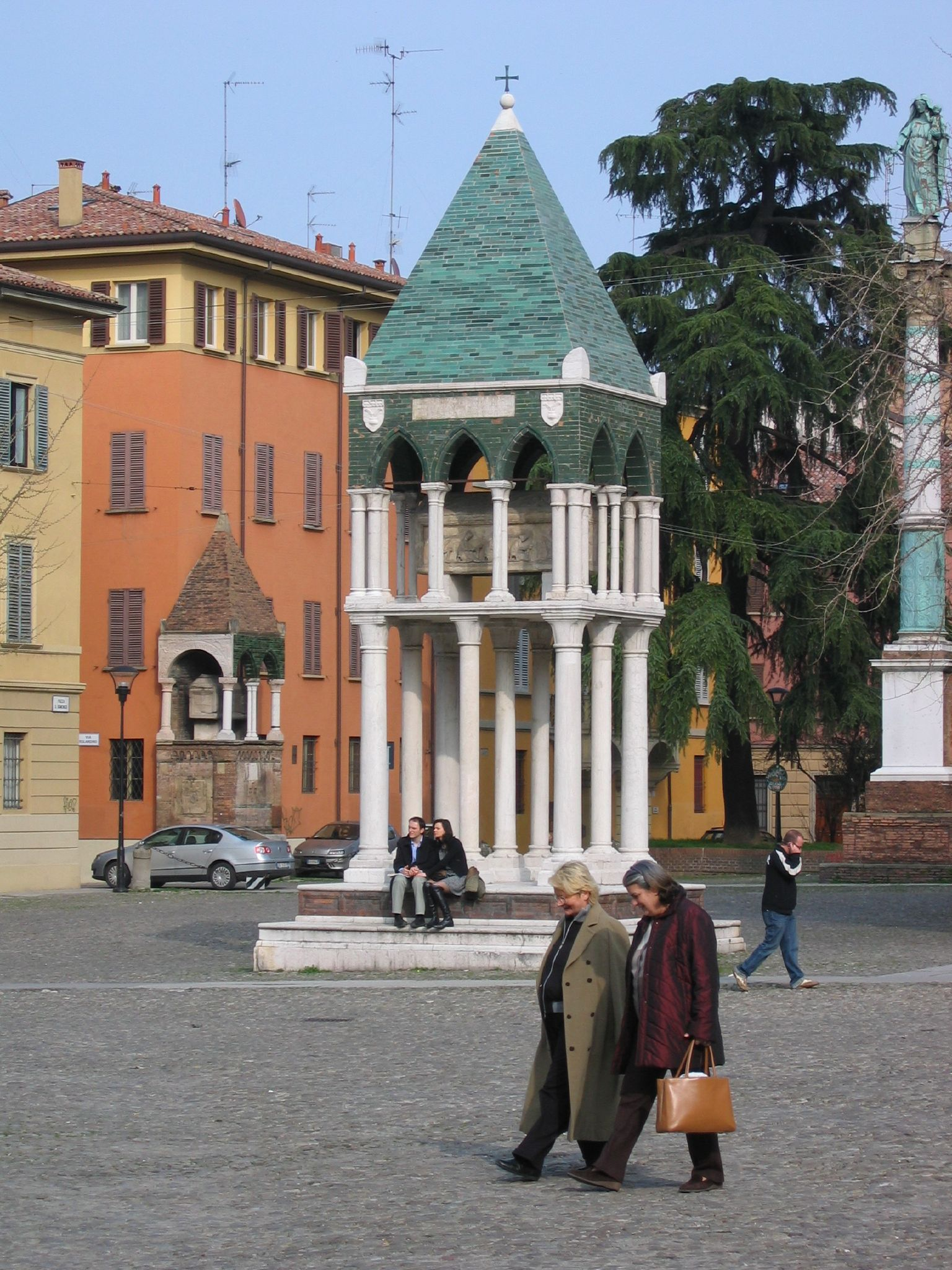
Em primeiro plano a tumba de Rolandino de Passeggeri, a outra é de Egidio Foscherari

A praça de São Domingos, logo em frente, é pavimentada com seixos de rio, similar à não distante Praça Santo Estéfano, como era comum na Idade Média. Era utilizada para conter as multidões que se reuniram para ouvir os sermões dos frades dominicanos, e era originalmente separada da rua por um muro.
Na parte posterior da praça está presente uma coluna em pedra e bronze, obra de Guido Reni, que comemora o fim da epidemia de peste negra que por anos afligiu a cidade, enquanto na parte anterior se eleva uma coluna com a estátua de São Domingos.
Muito características são as tumbas de Rolandino de Passeggeri (1305) e de Egidio Foscherari (1289). Uma terceira tumba, da família Muzzarelli, similar às outras duas ficou ao lado da tumba de Rolandino. Tumbas similares encontram-se em outra praça bolonhesa, adjacente à Igreja de São Francisco.

## Museu, convento e biblioteca
A Basílica de São Domingos tem um pequeno museu, no qual estão algumas obras de arte e relíquias, como por exemplo:
- O relicário de Luís IX da França, ourivesaria em estilo gótico, do século XIII
- Restos da pietà em terracota (1495) de Baccio da Montelupo
- Busto de São Domingos terracota, de Niccolò dell´Arca (1474)
- Restos de um afresco (Madona com menino e São Domingos) século XIV, de um artista bolonhês desconhecido (talvez Cristoforo de Bolonha)
- Madona com menino, São Domingos e Vincenzo Ferreri (c. 1773), um dos melhores trabalhos de Ubaldo Gandolfi
- Numerosos entalhes do frei Damiano da Bergamo

Muito interessante também é o convento adjacente com claustros dos séculos XIV, XV e XVI e numerosas obras de arte.
A biblioteca renascentista, estruturada como uma basílica, contem preciosos manuscritos, além da tela A êxtase de São Tomás, de Marcantonio Franceschini (1648-1729).